# Campionati mondiali di biathlon 1976
I Campionati mondiali di biathlon 1976 si svolsero ad Anterselva, in Italia, il 31 gennaio e contemplarono esclusivamente una gara maschile, la 10 km sprint. Essendo il 1976 anno olimpico, non fu disputato il programma completo dei Mondiali e ad Anterselva si gareggiò solo per assegnare il titolo che non faceva parte del programma olimpico.

## Risultati

### Sprint 10 km
| Posizione | Atleta             | Nazione          | Tempo |
| --------- | ------------------ | ---------------- | ----- |
| 1         | Aleksandr Tichonov | Unione Sovietica | -     |
| 2         | Aleksandr Elizarov | Unione Sovietica | -     |
| 3         | Nikolaj Kruglov    | Unione Sovietica | -     |
| 4         | Heikki Ikola       | Finlandia        | -     |
| 5         | Henrik Flöjt       | Finlandia        | -     |
| 6         | Willy Bertin       | Italia           | -     |
| 7         | Esko Saira         | Finlandia        | -     |
| 8         | Klaus Gehrke       | Germania Ovest   | -     |
| 9         | Tor Svendsberget   | Norvegia         | -     |
| 10        | Antonín Kříž       | Cecoslovacchia   | -     |

31 gennaio

## Medagliere per nazioni
| Posizione | Nazione          | Oro | Argento | Bronzo | Totale |
| --------- | ---------------- | --- | ------- | ------ | ------ |
| 1         | Unione Sovietica | 1   | 1       | 1      | 3      |